# Češkoslovaška hokejska reprezentanca
Češkoslovaška hokejska reprezentanca je bila ena boljših državnih hokejskih reprezentanc na svetu. Na Olimpijskih igrah je osvojila po štiri srebrne in bronaste medalje v šestnajstih nastopih, na Svetovnih prvenstev pa šest zlatih, dvanajst srebrnih in petnajst bronastih medalj v 51-ih nastopih. 

## Znameniti reprezentanti
| - Vlastimil Bubník - Josef Černý - Jiří Crha - Vladimír Dzurilla - Jozef Golonka - Dominik Hašek - Josef Horešovský - Ivan Hlinka - Jiří Holeček - Jiří Holík - Jiří Hrdina - Jaroslav Jiřík - Jiří Kochta - Karel Lang | - Josef Maleček - Vladimír Martinec - Václav Nedomanský - Eduard Novák - Jiří Novák - Jaroslav Pouzar - Vladimír Růžička - Anton Šťastný - Marián Šťastný - Peter Šťastný - František Tikal - Jan Suchý - Bohuslav Šťastný - Vladimír Zábrodský |

## Selektorji
| - 1946 - 1948 Mike Buckna - 1949 Antonín Vodička - 1950 - 1951 Josef Herman - 1951 - 1952 Jiří Tožička, Josef Herman - 1952 - 1953 Josef Herman, Eduard Farda - 1953 - 1956 Vladimír Bouzek - 1956 - 1957 Vladimír Kostka, Bohumil Rejda - 1957 - 1958 Bohumil Rejda - 1958 - 1959 Vlastimil Sýkora - 1959 - 1960 Eduard Farda, Ladislav Horský - 1960 - 1962 Zdeněk Andršt, Vladimír Kostka | - 1962 - 1964 Jiří Anton - 1964 - 1966 Vladimír Bouzek, Vladimír Kostka - 1966 - 1967 Jaroslav Pitner - 1967 - 1973 Vladimír Kostka, Jaroslav Pitner - 1973 - 1979 Karel Gut, Ján Starší - 1979 - 1980 Karel Gut, Luděk Bukač, Stanislav Neveselý - 1980 - 1985 Luděk Bukač, Stanislav Neveselý - 1985 - 1988 Ján Starší, František Pospíšil - 1988 - 1990 Pavel Wohl, Stanislav Neveselý - 1990 - 1991 Stanislav Neveselý, Josef Horešovský - 1991 - 1992 Ivan Hlinka , Jaroslav Walter |